# Systropus quadrinotatus
Systropus quadrinotatus är en tvåvingeart som beskrevs av Wray Merrill Bowden 1967. Systropus quadrinotatus ingår i släktet Systropus och familjen svävflugor.
Artens utbredningsområde är Madagaskar. Inga underarter finns listade i Catalogue of Life.